# Long Beach Arena
La Long Beach Arena est une salle de spectacle et de sport situé à Long Beach aux États-Unis.
Construite en 1962, sa capacité est de 13 500 places. En 1992, l'Arena est décorée par des dessins de baleines par l'artiste Robert Wyland (en),.

## Live enregistrés
- Crossroads 2: Live in the Seventies d'Eric Clapton
- Live in the LBC & Diamonds in the Rough de Avenged Sevenfold
- The Night the Light Went On in Long Beach d'Electric Light Orchestra
- Turn Around, King Biscuit Flower Hour Presents: Deep Purple in Concert compilés dans Live at Long Beach 1976 de Deep Purple
- Live After Death de Iron Maiden
- Street Songs de Rick James
- How the West Was Won de Led Zeppelin
- Psychedelic Sexfunk Live from Heaven de Red Hot Chili Peppers

## Sport
Pour les Jeux olympiques d'été de 1984 à Los Angeles, l'Arena accueille les compétitions de volley-ball.
Pour les Jeux olympiques d'été de 2028 à Los Angeles, l'Arena est retenue pour accueillir les tournois de handball.

## Référence
1. ↑  « Live At the Arena: Top 5 Albums Recorded At the Historic Venue », sur Long Beach Post, 5 octobre 2012
2. ↑  « Long Beach Arena's $10 million renovation creates new space for new business », sur Press Telegram, 19 octobre 2013